# Erupção na ilha do Fogo de 2014-2015
A erupção vulcânica no vulcão do Fogo, em Cabo Verde, iniciou-se no dia 23 de novembro de 2014 e chegou ao fim no dia 8 de fevereiro de 2015, 77 dias depois. A erupção do vulcão teve um índice de explosividade de 3, sendo a maior erupção desde que existem registos deste.
O fim da erupção foi confirmado pela equipe da OVCV no dia 13 de fevereiro de 2015. Durante todo esse período a emissão de gases chegava a 11 mil toneladas por dia, formando uma coluna eruptiva que atingia milhares de metros e a emissão de lavas corria em várias frentes e a um velocidade considerável tendo provocado a destruição dos principais povoados de Chã das Caldeiras e uma área agrícola significativa, deixando mais de um milhar de pessoas sem as suas casas e sem meio de ganhar rendimento.
O vulcão expeliu entre 100 e 125 milhões de toneladas de lava e como consequência destruíram duas povoações, terras agrícolas, várias infra-estruturas, obrigaram ao desalojamento de cerca de mil pessoas e deixaram um prejuízo de 45 milhões de euros.

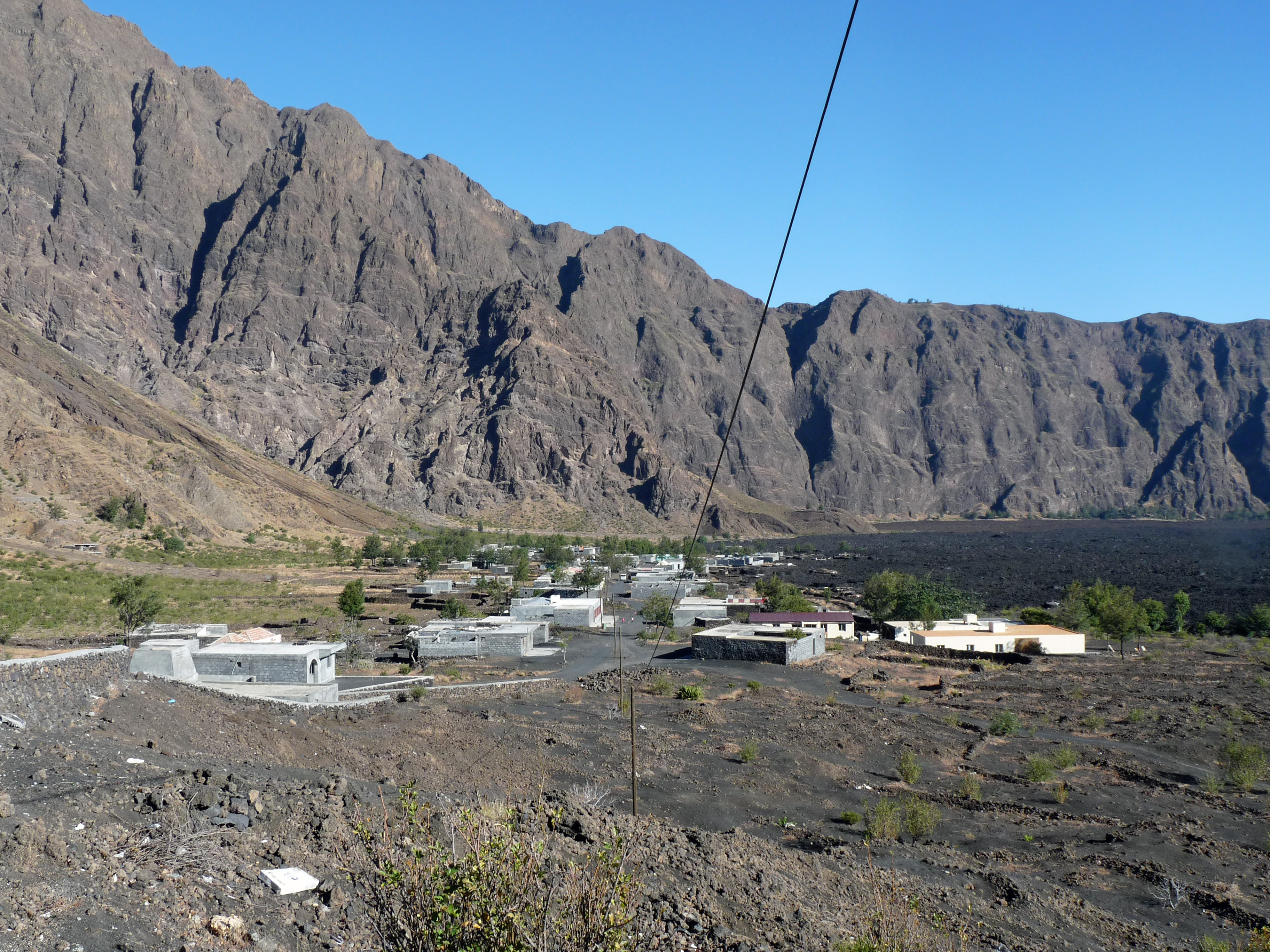
Subdivisão de Bangaeira em fevereiro de 2012, dois anos e meio antes da erupção

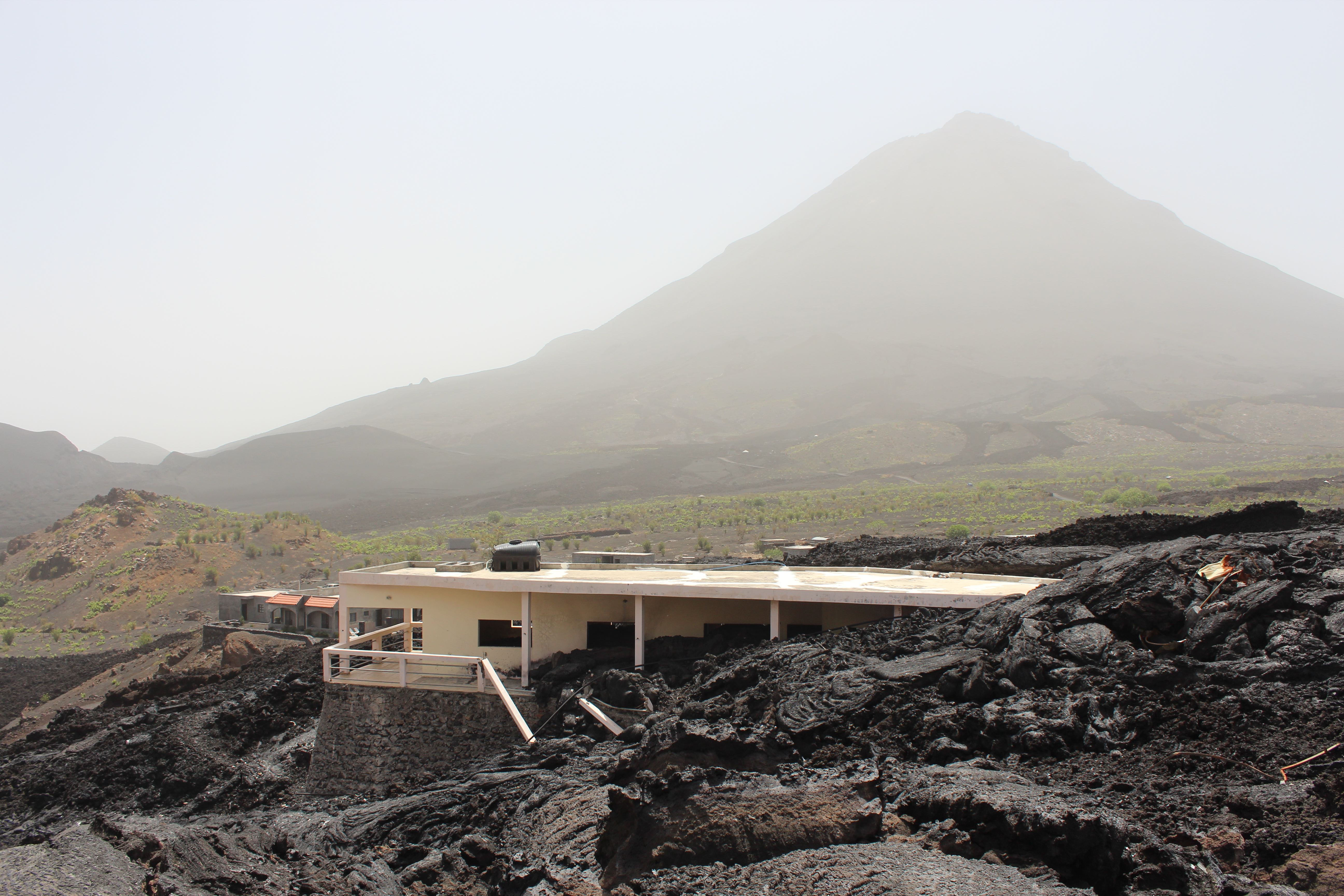
Um edifício destruído pela passagem da lava, a fotografia foi tirada mais de dois anos depois da erupção

## Nos meios de comunicação internacionais
A erupção do Pico do Fogo em 2014, recebeu pouca atenção na mídia internacional. O geógrafo Christophe Neff escreveu em um post sobre este facto. Neste post - "L'éruption du Pico do Fogo du 2014/11/23 - l'éruption oublié .... (A erupção do Pico do Fogo - a erupção esquecida). " Neff escreve que, excepto para o mundo Lusofóno e a atenção limitada do mundo francófono (Cabo Verde é membro da Organização Internacional da Francofonia), a erupção recebeu pouca atenção na mídia internacional.
Neff deu o exemplo da Alemanha, onde o primeiro artigo na mídia alemã, um artigo na revista Der Spiegel -Online  -. só foi publicado em 9 de Dezembro de 2014, mais de duas semanas após o início da erupção.
O geólogo britânico David Rothery também postou um artigo no blog com um conteúdo semelhante "Por que ouvimos tão pouco sobre o devastador vulcão de Cabo Verde?". No final do artigo, Rothery colocou uma pergunta provocativa "Ou nós nos preocupamos com vulcões somente se há uma chance deles incomodarem os nossos planos de viagens aéreas?"